# Visita del papa Francisco a Colombia
El viaje apostólico del papa Francisco a Colombia se realizó del 6 al 10 de septiembre de 2017, e incluyó las ciudades de Bogotá, Medellín, Villavicencio y Cartagena de Indias. Fue la tercera visita papal a Colombia, luego de las visitas de Pablo VI en 1968 y de Juan Pablo II en 1986.

## Antecedentes
En 2015, el presidente Juan Manuel Santos señaló que el papa Francisco, durante una visita de Estado, le había indicado la posibilidad de visitar a Colombia a través del secretario del Vaticano Pietro Parolin con el presidente de la Conferencia Episcopal de Colombia Luis Augusto Castro Quiroga. El motivo de la visita del sumo pontífice es la reconciliación del pueblo colombiano tras la firma de los acuerdos de paz con las FARC en 2016. El papa en ese año visitó a Ecuador, Bolivia y Paraguay, lo cual le dificultaba la programación de la visita al país por agendas logísticas.
Finalmente el 10 de marzo de 2017 se confirmó la visita del papa Francisco a Colombia del 6 al 10 de septiembre del mismo año. Tras el anuncio de la visita, el gobierno valoró la realización del viaje papal y anunció medidas de seguridad durante toda la estadía del pontífice, particularmente durante su presencia en la Catedral Primada de Colombia.
El 28 de agosto de 2017 fue presentado la logística y los equipos que utilizaron durante la visita del sumo pontífice entre ellos tres vehículos tipo Chevrolet del modelo Traverse fabricados en Colombia por General Motors. La aerolínea oficial fue Avianca en la cual, se trasladó hacia las cuatro ciudades durante la estadía del sumo pontífice, así mismo lo llevó de regreso a Roma.

## Agenda oficial
El 6 de septiembre el papa arribó a Colombia donde estuvo por cinco días en cuatro ciudades.
| Fecha            | Ciudad        | Eventos |
| ---------------- | ------------- | --- |
| 6 de septiembre  | Bogotá        | - Ceremonia de bienvenida en el Aeropuerto Militar de Catam Bogotá |
| 7 de septiembre  | Bogotá        | - Saludo del papa en la plaza de Armas de la Casa de Nariño. - Reunión con el presidente Juan Manuel Santos. - Entrega de llaves de la ciudad por el alcalde Enrique Peñalosa - Entra a la Catedral Primada de Bogotá, reza a la Virgen de Chiquinquirá y firma el libro de honor. - Encuentro con los jóvenes en la Plaza de Bolívar. - Bendición a los fieles en el Palacio Cardenalicio y encuentro con los obispos de Colombia. - Reunión con el Comité directivo del Consejo Episcopal Latinoamericano (CELAM). - Eucaristía en el parque Metropolitano Simón Bolívar. |
| 8 de septiembre  | Villavicencio | - Eucaristía en Catama. - Beatificación de los mártires colombianos Jesús Emilio Jaramillo Monsalve y Pedro María Ramírez Ramos. - Gran Encuentro de Oración por la Reconciliación Nacional en el parque Las Malocas. - Visita al monumento Cruz de la Reconciliación en el parque de los Fundadores. |
| 9 de septiembre  | Medellín      | - Eucaristía en el aeropuerto Olaya Herrera. - Reunión con la comunidad que reside en el Hogar San José. - Encuentro con sacerdotes, religiosas, consagrados, seminaristas y sus familias en La Macarena. |
| 10 de septiembre | Cartagena     | - Bendición de la primera piedra de las Casas para las personas sin casas de la obra Talitha Qum en la plaza San Francisco de Asís. - Oración del Ángelus en el santuario de San Pedro Claver y oración ante las reliquias del santo. - Visita a la casa santuario de San Pedro Claver. - Eucaristía en Contecar |

## Desarrollo de la visita

### Día 1: miércoles 6 de septiembre

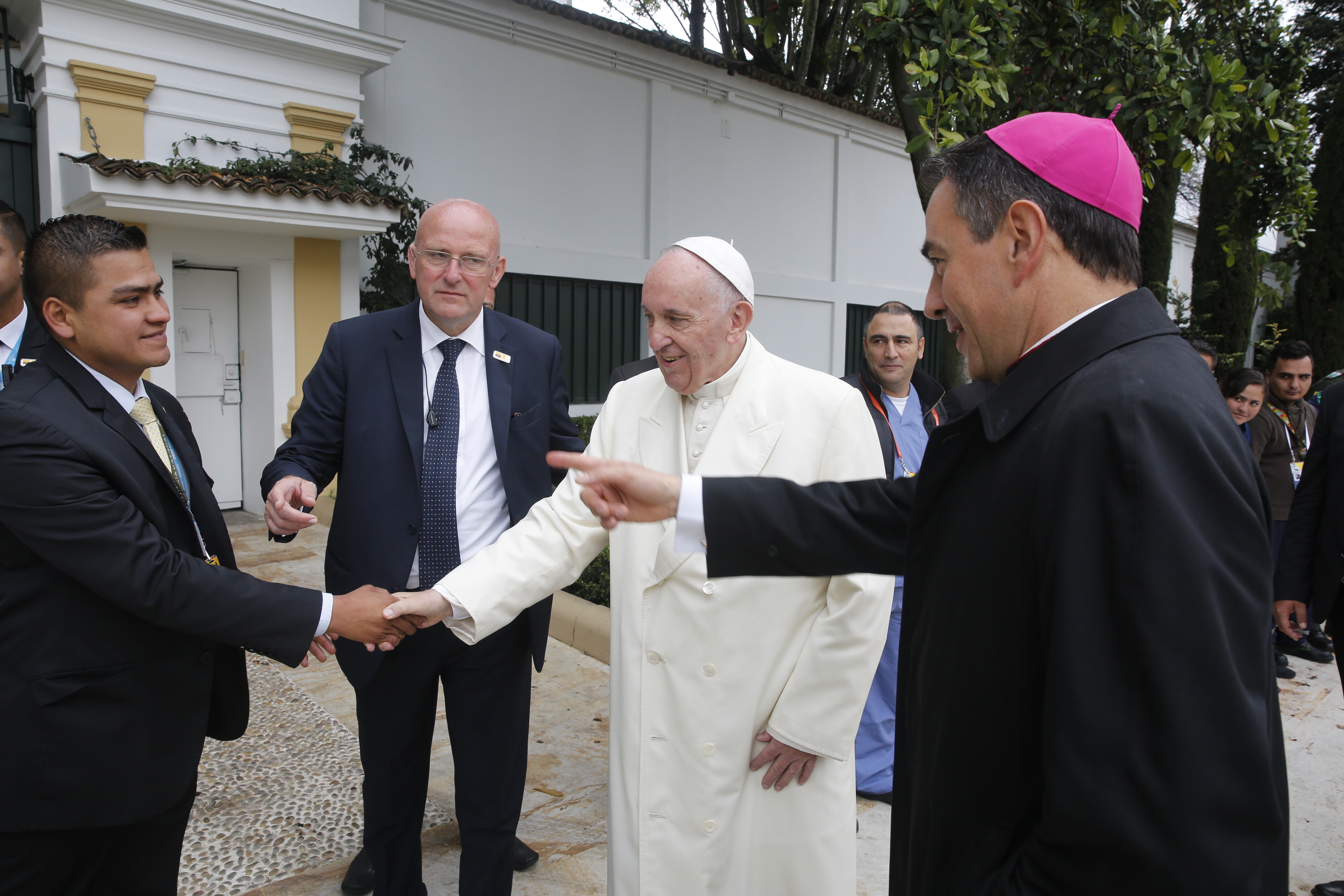
El papa Francisco saludando a un miembro de la policía en la Nunciatura Apostólica

En medio de un gran ambiente de fiesta y ante la alegría de millones de fieles que lo esperaban, el papa Francisco aterrizó en Colombia (a bordo de un avión de la aerolínea italiana Alitalia) aproximadamente a las 4:10 p. m. A su llegada al aeropuerto militar de CATAM, el papa fue recibido por el presidente Juan Manuel Santos, la primera dama María Clemencia Rodríguez de Santos y el nuncio apostólico en Colombia Ettore Balestrero.
Al bajar del avión, el Santo Padre saludó a un grupo de niños vestidos con suéteres blancos, con la imagen del Santo Padre en la espalda, a quienes abrazó y besó uno por uno. Varios asistentes también saludaron al papa en el aeropuerto con muchos pañuelos blancos. El hijo de la excandidata a la vicepresidencia Clara Rojas, que nació en 2004 cuando su madre todavía estaba en poder de las FARC, le dio una paloma de porcelana.
Después de un recorrido en el papamóvil por la avenida El Dorado de Bogotá, el papa llegó a la nunciatura apostólica, donde fue recibido por un grupo de jóvenes, a quienes les dijo: "No se dejen robar la alegría. Que nadie los engañe. No se dejen robar la esperanza".

### Día 2: jueves 7 de septiembre
El papa salió de la nunciatura al Palacio de Nariño (palacio presidencial de Colombia) para respaldar la paz en un mensaje al Presidente Santos y a la elite política, cultural y económica de Colombia. En su discurso, Francisco habló de dejar a un lado el odio y los intereses particulares y de no perder los esfuerzos de paz.

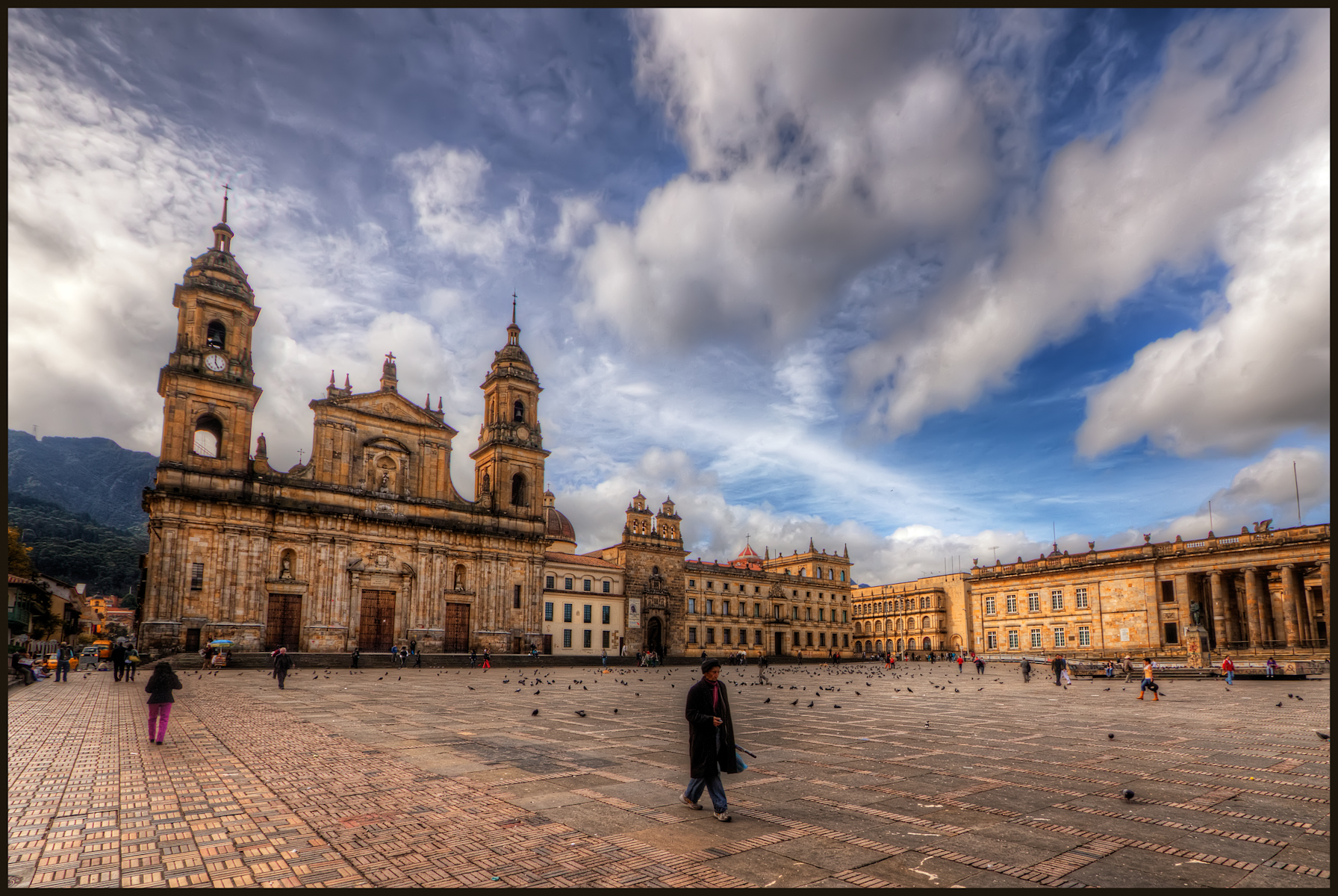
Plaza de Bolívar en Bogotá, escenario del discurso del papa a la juventud

El papa Francisco llegó a las 10:30 a. m. a la Plaza de Bolívar. 22.000 personas (principalmente jóvenes) estallaron de alegría al verlo a bordo del papamóvil. El alcalde Enrique Peñalosa lo recibió en la entrada de la catedral primada, le entregó las llaves de la ciudad (hecha de madera de una puerta de la antigua calle del Bronx en Bogotá y tallada por los habitantes de ese lugar, miembros de un programa de rehabilitación de adicciones) y hasta se tomó una selfie junto al santo padre. Luego, el papa entró a la catedral y oró ante la Virgen de Chiquinquirá (patrona de Colombia, cuyo cuadro había sido traído desde su santuario hasta Bogotá para la visita papal). Posteriormente, desde el balcón del palacio arzobispal, se dirigió a la multitud. En su mensaje, el papa alentó la reconciliación y animó a la juventud a ayudar a liderar el papel de promover el perdón para sanar al país de las heridas emocionales fruto de la lucha contra las FARC. El papa hizo un llamado a la juventud para encontrarse e ir más allá de las diferencias. “Les basta un rico café, un refajo o lo que sea como excusa para suscitar el encuentro. Los jóvenes coinciden en la música, en el arte... ¡si hasta una final entre el Atlético Nacional y el América de Cali es ocasión para estar juntos!”, dijo el papa. Así mismo, Francisco insistió a los jóvenes que no pierdan ni se dejen robar la alegría. En el palacio arzobispal, Francisco se dirigió a los obispos de Colombia y los animó a desempeñar un papel importante en el proceso de paz y unir a la Iglesia Católica en un tiempo de división mayor, realizando su misión con amor.
En horas de la tarde, el papa celebró una misa en el parque Simón Bolívar de Bogotá, a la que asistieron por lo menos un millón de personas. En la homilía, Francisco abogó por la paz y la reconciliación nacional. Más tarde, Francisco volvió a la nunciatura apostólica y sostuvo una reunión con varios obispos venezolanos, entre ellos el cardenal Jorge Urosa, arzobispo de Caracas. El cardenal Urosa describió la crisis actual en Venezuela como "muy grave" y en una entrevista con el periódico El Tiempo, el cardenal venezolano describió al presidente venezolano Nicolás Maduro como "un dictador".
El papa también mantuvo una reunión con el CELAM (organismo que reúne a los cardenales y obispos de América Latina y el Caribe) para subrayar el papel vital que desempeñan las mujeres en la supervivencia de la Iglesia Católica. También habló de los jóvenes y del papel de la Iglesia católica en el continente, pidiendo que sea "respetuosa del rostro multiforme del continente" y que "debe continuar prestando el humilde servicio al verdadero bien del hombre latinoamericano", alentando a los prelados a evangelizar con pasión.
Al finalizar la jornada, el papa Francisco se dirigió a la Nunciatura Apostólica donde fue recibido por un grupo de niños y jóvenes con discapacidad que bailaron, cantaron y le dirigieron unas conmovedoras palabras que lo inspiraron a dar un mensaje sobre la vulnerabilidad humana. El mensaje que conmovió al papa fue el de una joven con discapacidad llamada Lina María quien dijo: “queremos un mundo en el que la vulnerabilidad sea reconocida como la esencia de lo humano, que lejos de debilitarnos nos fortalece y dignifica. Un lugar de encuentro común que nos humaniza”. El Santo Padre afirmó que “todo esto es un mensaje: un mundo en el que la vulnerabilidad sea considerada como la esencia de lo humano, porque todos somos vulnerables, adentro, en los sentimientos, en tantas cosas que no nos funcionan adentro, pero nadie las ve”. También dijo: “Necesitamos que esa vulnerabilidad sea respetada, acariciada, curada en la medida de lo posible y que dé fruto para los demás. Somos vulnerables todos”.

### Día 3: viernes 8 de septiembre
Ese día, el papa Francisco recibió una carta del exlíder de las FARC, Rodrigo Londoño (Timochenko), pidiendo perdón. En su carta, Londoño, quien publicó la carta en Twitter, afirmó que esperaba convencer a Francisco de entender que las FARC siempre estaban motivadas por un sincero deseo de defender a los ciudadanos más pobres y excluidos de la nación. Así mismo, en la carta se menciona que las FARC renuncian al odio y la violencia.
Luego de un breve discurso a una delegación de militares y policías en el aeropuerto militar de CATAM, el papa Francisco llegó a Villavicencio. En el complejo ganadero Catama, decenas de miles de personas se reunieron para ver al papa beatificar a dos mártires católicos colombianos, el Obispo de Arauca Jesús Emilio Jaramillo Monsalve (asesinado por el ELN en 1989) y el "Mártir de Armero", el padre Pedro María Ramírez Ramos (asesinado en medio de revueltas tras la muerte de Jorge Eliécer Gaitán en 1948), y dirigir una misa alentadora de la paz, la reconciliación nacional y el perdón. "Basta una persona buena para que haya esperanza" dijo el papa en la homilía, en la que también dijo que "Todo esfuerzo de paz sin un compromiso sincero de reconciliación será un fracaso". Antes de finalizar la eucaristía, el sumo pontífice envío un mensaje de aliento a las víctimas del terremoto en México, y también a las del huracán Irma.

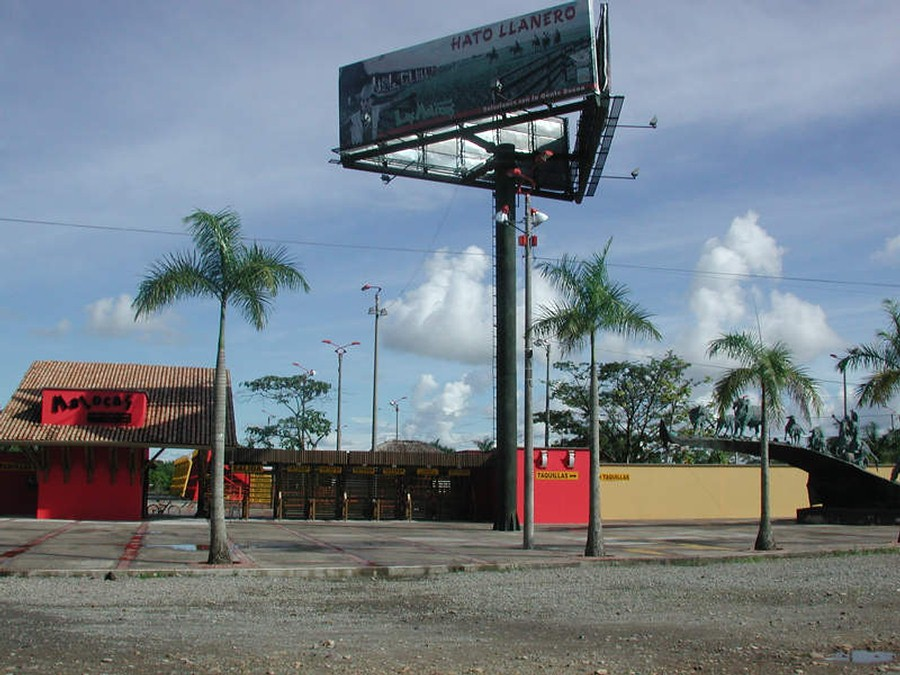
Entrada al Parque Las Malocas, escenario del Encuentro de Reconciliación Nacional

En horas de la tarde, aproximadamente 6.000 personas llenaron el Parque Las Malocas de Villavicencio, donde el papa presidió el Encuentro de Reconciliación Nacional, un encuentro con víctimas del conflicto armado con el fin de promover la reconciliación nacional. Allí el papa escuchó testimonios personales de al menos dos excombatientes de las FARC y dos supervivientes del conflicto colombiano e hizo un llamado a los colombianos para transformar “el dolor en fuente de vida y resurrección” y aprender “la fuerza del perdón, la grandeza del amor”. Para seguir en el camino de la paz, el santo padre invitó a los colombianos a protegerla: “Es cierto que en este enorme campo que es Colombia todavía hay espacio para la cizaña. Ustedes estén atentos a los frutos, cuiden el trigo y no pierdan la paz por la cizaña”, señaló. El discurso se llevó a cabo al pie del cristo negro de Bojayá, el remanente de un crucifijo que fue rescatado de una iglesia destruida en un ataque de mortero en 2002 en la población de Bojayá.
El papa finalizó la jornada con una oración ante la Cruz de la Reconciliación, en el Parque de los Fundadores, construida en homenaje a las víctimas del conflicto armado del país. Posteriormente sembró un árbol como símbolo de paz antes de regresar a Bogotá para pasar la noche en la nunciatura.

### Día 4: sábado 9 de septiembre
En ese día, el papa se dirigió a Medellín. Originalmente se tenía planeado que el papa llegara en helicóptero al Aeropuerto Olaya Herrera, donde celebraría una misa campal. Debido a la lluvia, el pontífice no se trasladó al lugar en helicóptero, sino por tierra, lo que retrasó en una hora el inicio de la misa.

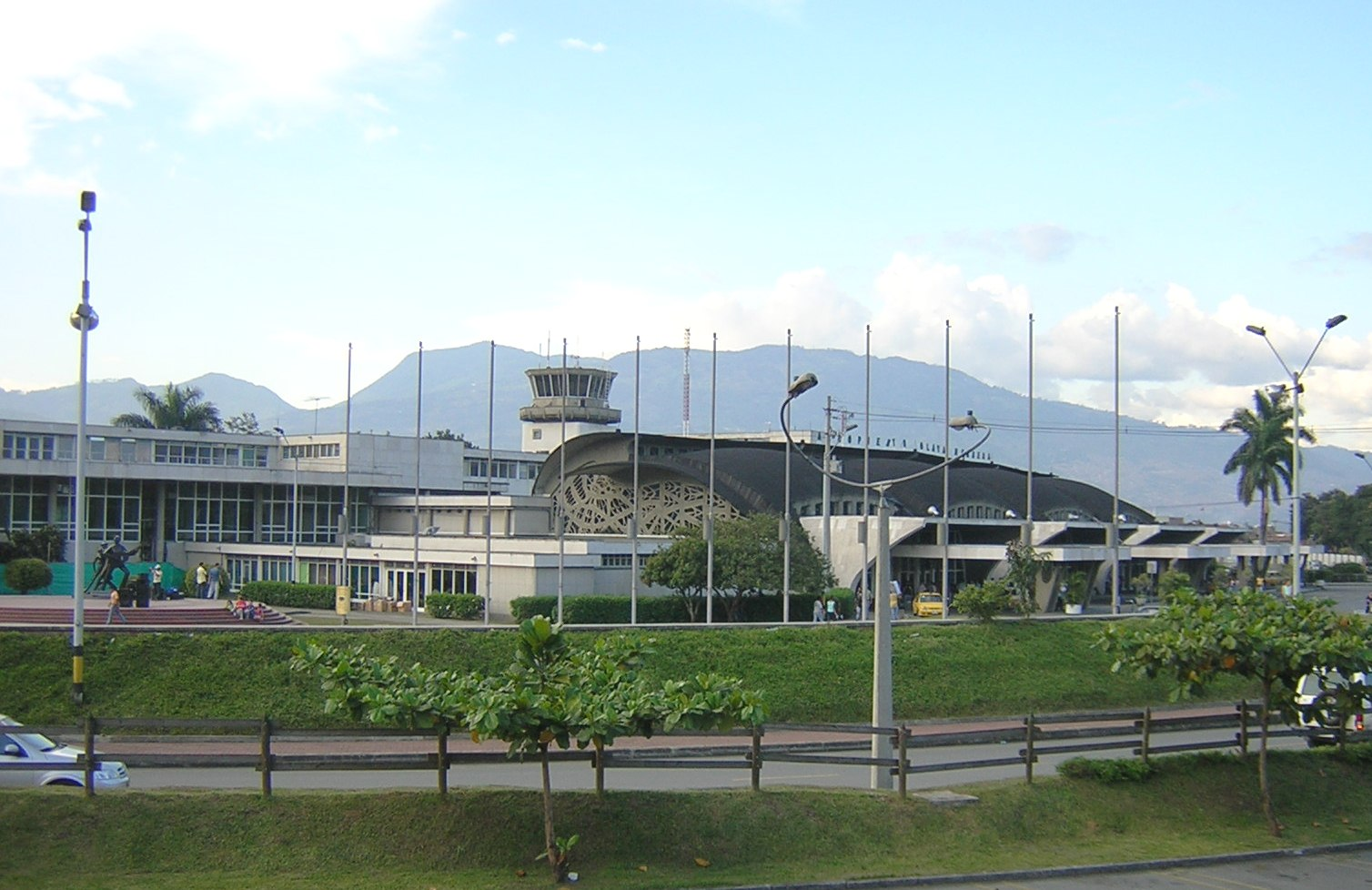
Aeropuerto Olaya Herrera, escenario de la misa campal en Medellín

Durante la Misa, a la que asistieron 1,3 millones de personas, Francisco instó a los sacerdotes y los colombianos del común a evitar el apego excesivo a las normas y doctrinas que terminan por deformar la verdadera misión de la Iglesia. Agregó que los cristianos debían ir más allá de lo correcto mediante 3 conceptos: “volver a lo esencial, renovarse e involucrarse”. También insistió en la obligación que tiene la Iglesia católica de no excluir a nadie, sino, por el contrario, abrirse a todos los que deseen acercarse a ella, dejando “sus comodidades y sus apegos”. El pontífice también subrayó que "la Iglesia no es una aduana, quiere las puertas abiertas porque el corazón de su Dios no está solo abierto, sino traspasado por el amor que se hizo dolor".
Después de la misa, el papa fue a Hogares San José, donde se reunió con 300 niños en condiciones desfavorables. Allí se dirigió a quienes se encargan de atenderlos, para que a través del amor, siempre recuerden ver en ellos a Jesús y los acompañen en su peregrinación hacia Dios.
También tuvo una reunión con sacerdotes, seminaristas y monjas así como sus familias en el Centro de Eventos La Macarena de Medellín antes de regresar a Bogotá para pasar la noche en la nunciatura. En la nunciatura, Francisco se encontró con Consuelo del Socorro Córdoba, una mujer víctima de un ataque con ácido que quería someterse a la eutanasia. El papa le dio una bendición, la abrazó y la convenció de que siguiera viviendo y luchando por sus sueños.

### Día 5: domingo 10 de septiembre
Ese día, el papa Francisco visitó la ciudad de Cartagena, donde bendijo la primera piedra de las casas para los habitantes de la obra Talitha Qum, que ayuda a las víctimas de la trata de personas, así como a la gente sin techo.
Mientras recorría en papamóvil el barrio San Francisco (un barrio pobre de la ciudad), el santo padre tuvo un pequeño accidente cuando en un movimiento del vehículo, golpeó su cara contra uno de los bordes de la cabina del papamóvil mientras saludaba a los feligreses del barrio San Francisco que corrían detrás del papamóvil. A consecuencia del golpe, el pómulo izquierdo quedó magullado y hubo un corte en la ceja izquierda, que requirió vendaje. Luego del golpe, el papa visitó la casa de la señora Lorenza, una mujer que acoge en su hogar a personas necesitadas para darles alimento y cariño.

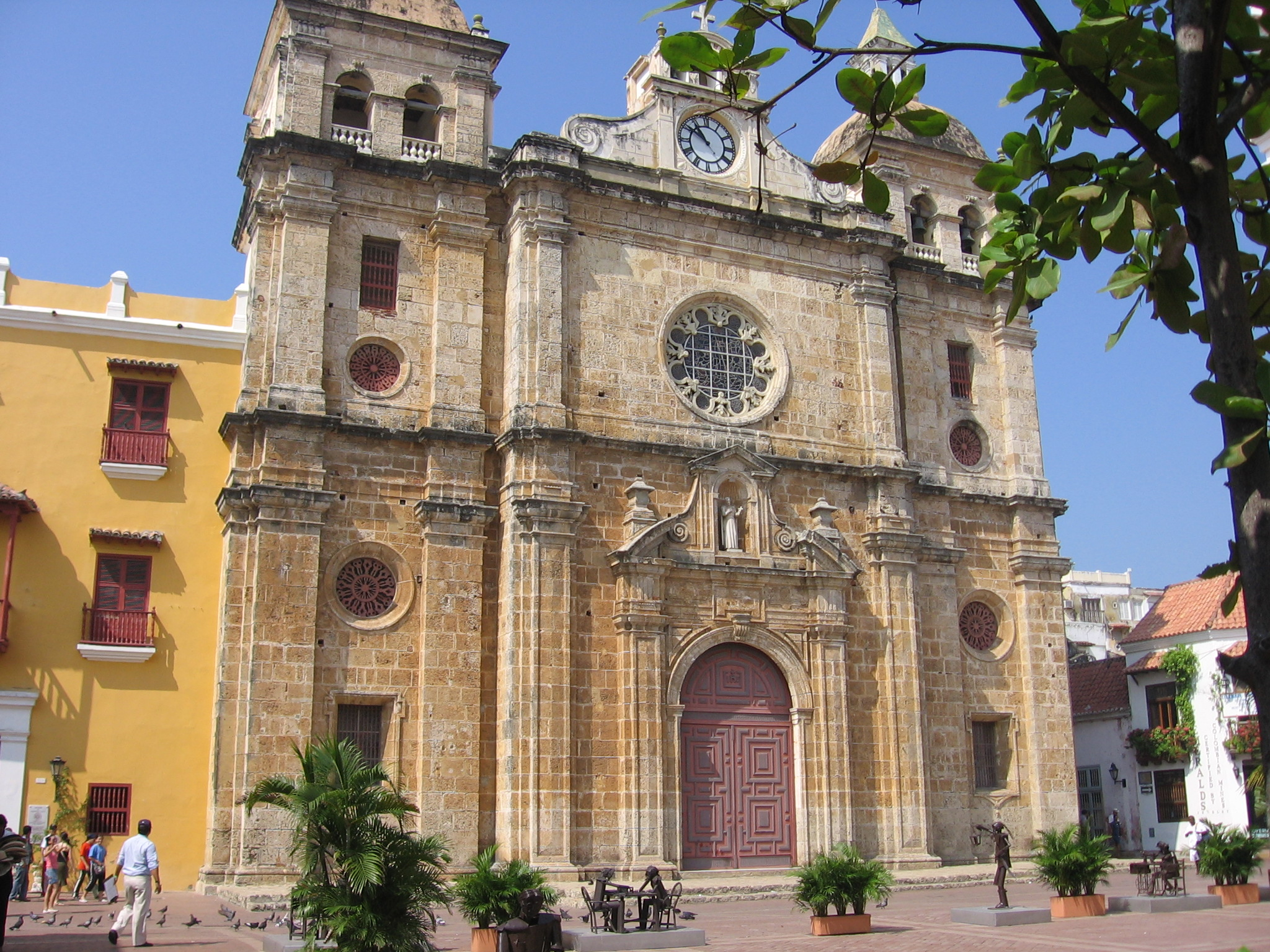
Iglesia de San Pedro Claver, escenario del rezo del ángelus

Posteriormente el papa visitó la iglesia de San Pedro Claver, donde elogió a San Pedro Claver, misionero del siglo XVII célebre por haber reconocido la dignidad inherente a los esclavos, recordando que el santo solía esperar a los barcos de África que llevó a los hombres y mujeres obligados a la esclavitud a lo que entonces era el principal centro de comercio en la esclavitud en el Nuevo Mundo. También denunció el tráfico humano como una forma de esclavitud moderna también. Después del discurso, el papa rezó el ángelus. Luego del rezo, el papa pidió el fin de la violencia política en Venezuela y la protección de los pobres heridos por la "grave" crisis económica de la nación.
En horas de la tarde, el papa sobrevoló en helicóptero la estatua de la Virgen de la Bahía para bendecirla. Luego se trasladó a la terminal marítima Contecar (en el puerto de Cartagena) donde celebró una misa. En la homilía, el santo padre consideró al narcotráfico como una lacra. Así mismo, el papa dijo que "Si Colombia quiere una paz estable y duradera, tiene que dar urgentemente un paso en esta dirección, que es aquella del bien común, de la equidad, de la justicia, del respeto de la naturaleza humana y de sus exigencias". Después de la misa, el papa pronunció un mensaje de despedida, en donde le hizo una petición a los colombianos:

Queridos hermanos, quisiera dejarles una última palabra: no nos quedemos en “dar el primer paso”, sino que sigamos caminando juntos cada día para ir al encuentro del otro, en busca de la armonía y de la fraternidad. No podemos quedarnos parados. (...) Colombia, tu hermano te necesita, ve a su encuentro llevando el abrazo de paz, libre de toda violencia, esclavos de la paz, para siempre.

Aproximadamente a las 7:30 p. m., el papa Francisco dejó Colombia después de una emotiva despedida en la que fue animado por música folclórica. El presidente colombiano Juan Manuel Santos estuvo presente para acompañar a Francisco al avión de la aerolínea colombiana Avianca que lo llevó de regreso a Roma.